# Scorpius (Roman)
Scorpius ist der achte James-Bond-Roman, der nicht von Ian Fleming geschrieben wurde. Nach Flemings Tod 1964 wurden andere Autoren von der Ian Fleming Publications Limited beauftragt, die James-Bond-Romanreihe fortzuführen. Der Roman wurde erstmals 1990 unter dem Titel Scorpius in Deutschland veröffentlicht.

## Inhalt
Nachdem er mit dem Tod einer Frau in London in Verbindung gebracht wurde, wird Bond von M hinzugezogen, um die Ermittlungen zu unterstützen. Auf dem Rückweg von Hereford fährt Bond zurück, wobei er angegriffen wird. Nachdem er sicher ins Hauptquartier zurückgekehrt ist, wird Bond von M und Chief Superintendent Bailey über die Ermittlungen informiert. Die Frau, die Bond nicht kennt, wurde tot mit Bonds Telefonnummer aufgefunden. Sie ist Mitglied einer Kultgesellschaft, die als „The Meek Ones“ bekannt ist und von einem Pater Valentine geleitet wird. Mit zusätzlichen Informationen der CIA erfährt der britische Geheimdienst, dass Valentine ein Deckname für Vladimir Scorpius ist, einen Waffenhändler für mehrere terroristische Organisationen.
Während die Parlamentswahlen des Landes näher rücken, hat Scorpius durch den Einsatz von gehirngewaschenen Sektenmitgliedern einen „heiligen Krieg“ gegen jeden Mann, jede Frau und jedes Kind begonnen. Die Sektenmitglieder, die sich für rein, moralisch und unbefleckt halten, opfern ihr Leben für das „größere Wohl der Menschheit“ und glauben, dass sie durch die Erfüllung dieser „Todesaufgabe“ das Paradies erreichen werden. Im Laufe des Romans begehen die Sanftmütigen mehrere Terrorakte, darunter Bombenanschläge und Morde an britischen Politikern.
Während des Horrors trifft Bond Harriett Horner, eine IRS-Agentin, die undercover in England arbeitet und gegen eine von Scorpius geführte Kreditkartenfirma ermittelt. Die beiden arbeiten zusammen mit Pearlman, um Scorpius aufzuspüren. Nach einem Verhör eines gefangenen Sektenmitglieds wird Horner von Scorpius' Männern gefangen genommen. Außerdem gesteht Pearlman Bond, dass er Scorpius heimlich Informationen zum Wohle seiner Tochter gegeben hat, die einer Gehirnwäsche unterzogen wurde. Gemeinsam machen sich die beiden auf den Weg zu Scorpius' Operationsbasis in South Carolina, wobei Scorpius glaubt, dass Pearlman Bond gefangen nimmt.
Auf Scorpius' Insel trifft sich Bond erneut mit Horner und die beiden heiraten tatsächlich auf Geheiß von Scorpius. Da er weiß, dass die Ehe ungültig ist, stimmt Bond zu, damit fortzufahren, da er denkt, dass es ihm Zeit verschaffen würde, bis er fliehen kann. In der Nacht, in der die beiden fliehen wollen, wird Harriett von einem Wassermokassin getötet. Zur gleichen Zeit führt das FBI eine Razzia auf Scorpius' Insel durch, was Bond noch mehr verärgert, da ihr Tod umsonst war. Bond kehrt auf die Insel zurück und findet Scorpius vor, der versucht zu fliehen. Nach der Verfolgung gewinnt Bond erfolgreich die Oberhand und zwingt Scorpius, auf ähnliche Weise wie Horner zu sterben.

## Ausgaben
Der Roman Scorpius erschien erstmals am 1. Juni 1988 von dem britischen Autor John Gardner. Zwei Jahre später publizierte der Heyne Verlag in Deutschland den Roman unter demselben Titel. Am 25. Januar 2016 erschien eine neue und ungekürzte Auflage bei dem Verlag Cross Cult. Der Romantitel blieb unverändert.

## Verfilmung
Der Roman diente bisher noch nicht als Grundlage für ein Drehbuch zu einem James-Bond-Film.